# Вона (фільм, 2013)
«Вона» (англ. Her) — американська фантастична мелодрама режисера, продюсера і сценариста Спайка Джонза (сольний дебют), що вийшла 2013 року. У головних ролях: Хоакін Фенікс, Емі Адамс та Скарлетт Йоганссон, як голос Саманти.
Продюсерами також були Меґан Еллісон і Вінсент Ландей. Вперше фільм продемонстрували 12 жовтня 2013 року у США на Ньюйоркському кінофестивалі (NYFF). На екрани кінотеатрів США фільм вийшов 18 грудня 2013 року. В Україні у кінопрокаті фільм не демонструвався, але існує дубляж у перекладі студії Цікава ідея на замовлення Гуртом..

## Сюжет
Теодор Твомблі — самотня, організована і душевна людина. Він працює на вебсайті й заробляє собі на життя, пишучи зворушливі, особисті листи про сім'ю, любов, спогади й стосунки для людей, які не вміють так написати. Коли він не пише, то грає у відеоігри чи зустрічається з друзями. Уже майже рік, як він розійшовся з дружиною, але не має відваги підписати документи про розлучення. У стані депресії він бачить рекламу нової операційної системи «OS1», що, як стверджують виробники, є першою ОС зі штучним інтелектом, і вирішує її купити. Після завантаження Теодор вибирає для ОС жіночий голос, який видається йому на диво проникливим, чуттєвим і наділеним гумором. Особистість співрозмовниці, яка називається Самантою, припадає йому до вподоби. Потреби й бажання голосу ростуть разом з потребами Теодора, їх дружба поглиблюється і поступово «вона» і він взаємно закохуються. Нове захоплення допомагає Теодорові осмислити й пережити його реальну життєву втрату та прийняти себе і свою життєву ситуацію.

## У ролях
| Актор              | Персонаж                                  | Роль                      |
| ------------------ | ----------------------------------------- | ------------------------- |
| Хоакін Фенікс      | Теодор Твомблі (англ. Theodore Twombly)   | головний персонаж         |
| Скарлетт Йоганссон | Саманта (англ. Samantha)                  | голос операційної системи |
| Емі Адамс          | Емі (англ. Amy)                           | давня подруга Теодора     |
| Руні Мара          | Кетрін (англ. Catherine)                  | дружина Теодора           |
| Олівія Вайлд       | Побачення наосліп (англ. Blind Date)      | незнайомка                |
| Кріс Пратт         | Пол (англ. Paul)                          | колега Теодора            |
| Крістен Віг        | Сексуальне кошеня (англ. Sexy Kitten)     | голос                     |
| Браян Деніс Кокс   | Алан Воттс (англ. Alan Watts)             | голос                     |
| Білл Гейдер        | Друг 2 у чаті (англ. Chat Room Friend #2) | голос                     |
| Спайк Джонз        | Інопланетна дитина (англ. Alien Child)    | голос                     |

## Сприйняття

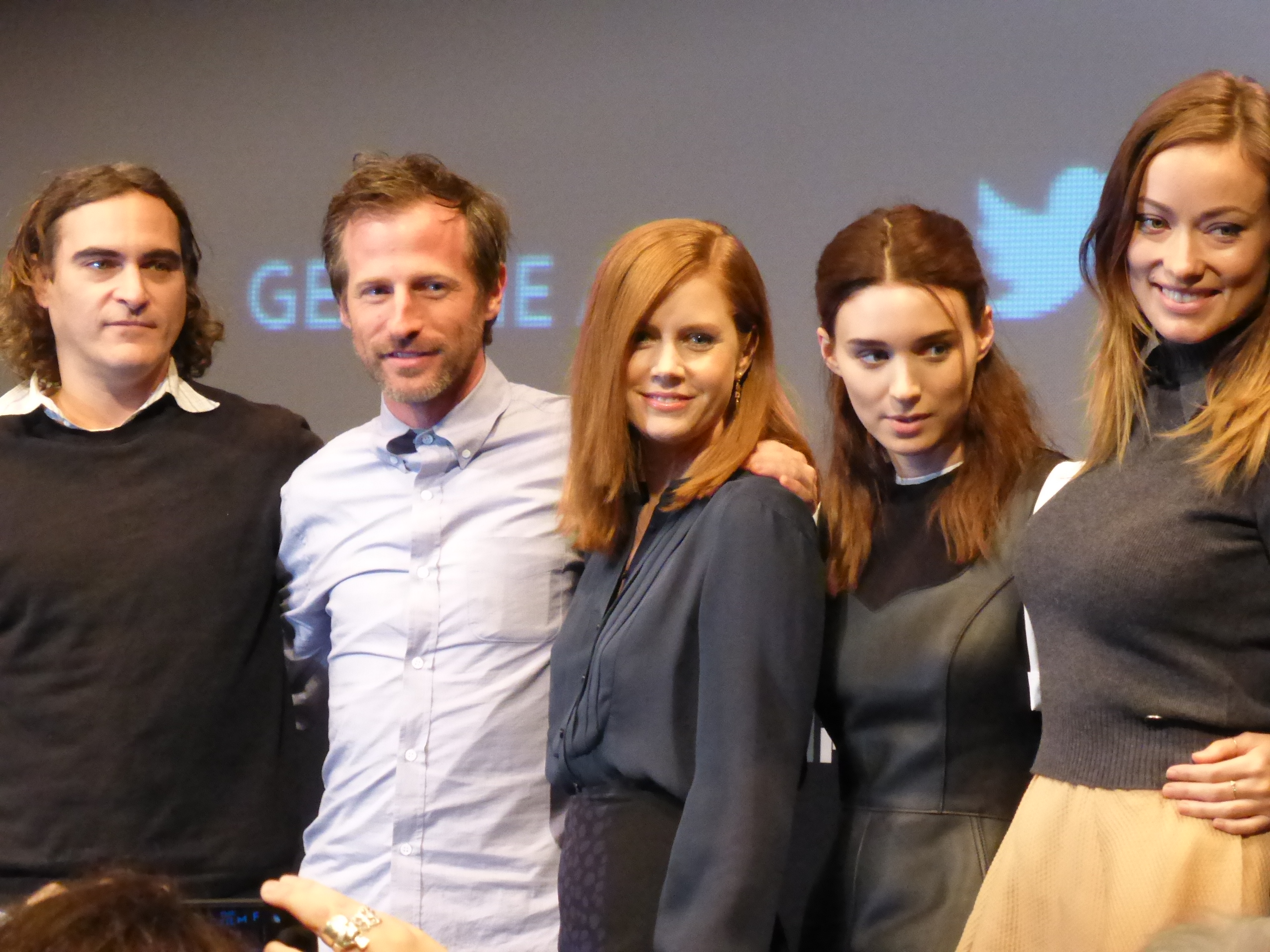
Хоакін Фенікс, Спайк Джонз, Емі Адамс, Руні Мара і Олівія Вайлд
на Нью-Йоркському кінофестивалі. 2013

### Критика
Фільм отримав позитивні відгуки: Rotten Tomatoes дав оцінку 94 % на основі 251 відгуку від критиків (середня оцінка 8,5/10) і 82 % від глядачів із середньою оцінкою 4/5 (100,040 голосів). Загалом на сайті фільм має позитивний рейтинг, фільму зарахований «стиглий помідор» від кінокритиків і «попкорн» від глядачів, Internet Movie Database — 8,0/10 (429 746 голосів), Metacritic — 90/100 (47 відгуки критиків) і 8,6/10 від глядачів (1457 голосів). Загалом на цьому ресурсі від критиків і від глядачів фільм отримав позитивні відгуки.

### Касові збори
Під час показу у США протягом першого, вузького (з 18 грудня 2013 року), тижня фільм показали у 6 кінотеатрах і він зібрав 260,382 $, що на той час дозволило йому зайняти 23 місце серед усіх прем'єр. Наступного, широкого (з 10 січня 2014 року), тижня фільм показали у 1,729 кінотеатрах і він зібрав 5,345,477 $ (11 місце). Станом на 17 січня 2014 року показ фільму тривав 31 день (4,4 тижня) і за цей час фільм зібрав у прокаті у США 12,111,000  доларів США (за іншими даними 10,961,129 $).

### Нагороди й номінації[13]
| Рік  | Нагорода                                  | Категорія                                      | Номінант      | Результат |
| ---- | ----------------------------------------- | ---------------------------------------------- | ------------- | --------- |
| 2013 | Національна рада кінокритиків США         | Найкращий фільм                                | Вона          | Перемога  |
| 2013 | Національна рада кінокритиків США         | Найкращий режисер                              | Спайк Джонз   | Перемога  |
| 2014 | «Золотий глобус» 71-ша церемонія вручення | Найкращий сценарій                             | Спайк Джонз   | Перемога  |
| 2014 | «Золотий глобус» 71-ша церемонія вручення | Найкращий фільм — комедія або мюзикл           | Вона          | Номінація |
| 2014 | «Золотий глобус» 71-ша церемонія вручення | Найкраща чоловіча роль — комедія або мюзикл    | Хоакін Фенікс | Номінація |
| 2014 | «Сатурн»                                  | Премія «Сатурн» за найкращий фентезійний фільм | Вона          | Перемога  |